# 蠟筆小新：大對決！機器人爸爸的反擊
《蠟筆小新：大對決！機器人爸爸的反擊》（日语：クレヨンしんちゃん ガチンコ!逆襲のロボとーちゃん!!）于日本2014年4月19日上映的《蜡笔小新》第22部电影版。第18屆日本新媒體動漫藝術節動畫部門優秀賞作品。

## 概要
- 高橋涉導演的劇場版第一作。
- 本作為首度以廣志為主角的作品，本片機器人題材是致敬於電影環太平洋及魔鬼終結者。
- 本鄉滿自2008年的《蠟筆小新：風起雲湧的金矛勇者》後再度參與蠟筆小新劇場版的製作，但此次是以貓賀大介（猫賀大介）的名義活動。
- 廣志的部下草加由美首次在劇場版出場，鋼彈勇士從2005年上映的第13部《蠟筆小新：3分鐘百變大進擊》相隔9年以來再次在劇場版出場。
- 本作為台灣配音員宋昱璁接任後首次在電影版中聲演佐藤正男、園長。

## 劇情大綱
廣志帶小新觀賞新的剛達姆機器人電影，電影結束後，廣志試圖模仿機器人合體，腰部卻因此受傷。廣志感嘆自己不再年輕，並希望有如同機器人的身體。他和小新到公園休息，遇見許多被妻子趕出家門的中年男子，之後在路上遇見神秘女郎小女鹿蘭蘭，被她拐入美容中心內，之後便陷入昏迷。
廣志清醒後發現自己身強體壯，並驚覺自己被改造成機器人，但美容中心卻人去樓空。次日美冴到警局報案，黑岩仁太郎局長下令段段原照代搜查官展開搜索，但一無所獲。另一方面，小新發現以遙控器操作機器人廣志的方法，而機器人廣志也以超乎人類的能力完成諸多家務。某日，向日葵幼稚園在海濱城市的工地進行校外教學時，春日部防衛隊陷入危機，所幸機器人廣志救了所有人，美冴就此接受了機器人廣志。
數日後，小新遇見喬裝後的小女鹿蘭蘭，她給小新一枚假鬍子，並引誘他讓機器人廣志帶上鬍子。在戴上鬍子後，機器人廣志的個性徹底轉變，成了暴力又霸道的大男人。機器人廣志煽動公園裡的父親，以暴力手段將婦女趕出公園，之後他們組成「父親們啊！勇敢站起來搖旗吶喊同盟」（簡稱父搖同盟）上街示威，鼓吹父親權利。小新不喜歡這樣的爸爸，便和朋友們伺機摘除鬍子。在鬍子被摘除後，事件的始作俑者、父搖同盟總裁鐵拳寺堂勝出面將機器人廣志回收，並親自領導示威遊行。
小新進入工廠拯救機器人廣志，但只救到他的頭部。他把頭部安裝到看似掃地機器人的機器人上，之後他們進入另一個房間，發現了真正的廣志。廣志和機器人廣志相互爭執，聲稱自己才是真正的野原廣志，後來他們發現科學家頑馬正在按照鐵拳寺堂勝的命令製造機器人，證實機器人廣志只是複製了廣志記憶的機器人。在機器人廣志換上新身體後，他們遭到頑馬追捕，並成功逃出工廠，發現工廠所在地便是海濱城市。
父搖同盟佔領了市政府，廣志和機器人廣志趕到該地，機器人廣志擊退了實為機器人的鐵拳寺，他高興地想擁抱美冴，但美冴擁抱的對象是真正的野原廣志，讓機器人廣志難掩失望。之後機器人廣志回到野原家，在腕力比賽中輕易擊敗廣志，聲稱自己才是野原家的一家之主。
黑岩仁太郎捉住了野原一家、段段原和機器人廣志，並揭露自己的真實身分，表示鐵拳寺是自己控制的機器人，目標是讓父搖同盟支配日本。他刪除了機器人廣志的記憶，讓機器人廣志強迫小新吃他最討厭的青椒，小新鼓起勇氣吃下後，成功將機器人廣志的記憶喚回。機器人廣志、段段原和野原一家一同對抗黑岩仁太郎和機器人大軍，最終將其根據地摧毀。
在順利逃出後，黑岩仁太郎操控超巨大機器人五木寬攻擊野原一家，小新幫機器人廣志注入能源後，廣志、小新和機器人廣志合體成為超巨大廣志機器人，但很快便被擊潰。機器人廣志再次和城市合體成為超巨大露屁屁機器人，成功擊敗黑岩仁太郎，之後黑岩和頑馬遭到段段原逮捕。
殘破不堪的機器人廣志要求和廣志比腕力，廣志費勁全力扳倒了機器人廣志。機器人廣志意識到自己並非小新真正的父親，他希望真正的廣志能代替自己照顧小新，並希望小新好好長大，之後便停止了機能。

## 登場角色
| 配音員                                   | 角色                 | 介紹 |
| ---------------------------------------- | -------------------- | --- |
| 藤原啓治 于正昇（台灣） 黃志明（香港）   | 機器人廣志           | 因為腰痛而去治療所（實則為「父搖同盟」臨時秘密基地）醫治，回家後廣志發現自己變成機器人（其實只是複製了廣志記憶的機器人）。可以用遙控器操控。擁有多項技能，不僅能做出美味料理，還將家裡打掃得閃閃發亮。需從屁股位置注入燃料油。                                                                 |
| 大和田伸也 陳幼文（台灣）                | 鉄拳寺堂勝           | 神秘組織「父搖同盟」的總裁，率領天下的父親們發動革命。被機器人廣志的乳頭光波攻擊後露出原型，其真面目也是一個機器人（但威力比機器人廣志強，而且不容易壞），實際上係被黑岩仁太郎操控的機器人。                                                                                                   |
| 瀧川廣志 江志倫（台灣）                  | 頑馬博士             | 科學家，也是機器人工學的世界權威，在過去被學會放逐。最後與黑岩仁太郎皆被段段原照代逮捕，入監服刑後與黑岩仁太郎一起在監獄模仿五木寬表演。 |
| 一木美名子 吳貴竹（台灣） 陳子瑩（香港） | 小女鹿蘭蘭           | 誘騙廣志接受「治療」的性感美女。擁有巨乳，武器為右手的指甲。「父搖同盟」中唯一的叛逃者，也是唯一一個沒被逮捕的成員，疑似逃亡。 |
| 遊佐浩二 宋昱璁（台灣）                  | 黑岩仁太郎           | 下春日部警察局長，亦是段段原照代的上司，已婚育有一女。表面是一位帥氣警察，其實是「父搖同盟」的幕後黑手。由於過去在家裡總是受到妻小冷漠對待，故想利用鉄拳寺堂勝和機器人廣志，企圖讓全日本地位越來越卑微的爸爸們恢復尊嚴，並發起「爸爸革命」令春日部陷入混亂，最後與頑馬博士皆被段段原照代逮捕。 |
| 武井咲 楊凱凱（台灣） 顧詠雪（香港）     | 段段原照代           | 本部電影女主角，下春日部警察局的女警，雖然充滿幹勁，卻老是徒勞無功，一直夢想有朝一日能成為刑警。 |
| 清川元夢 江志倫（台灣）                  | 薄田修               | 公園裏的一位中年男人，在公園裏吸菸而被其他主婦責罵。期後因機器人廣志而加入「父搖同盟」。 |
| 檜山修之                                 | 山田約翰             | 『鋼彈勇士』的主人公，鋼彈勇士Jr.拍檔。29歲，左臉帶有疤傷。 |
| 大瀧進矢 陳彥鈞（台灣）                  | 鋼彈勇士Jr.          | 『鋼彈勇士』登場的鋼彈勇士兒子，左臉帶有黑痣。 |
| 立木文彦 陳幼文（台灣）                  | 阿可基德斯・布可羅斯 | 『鋼彈勇士』的反派主謀，秘密結社「午夜幫會」的第15代領導人，與鋼彈勇士對戰了52週。對戰期間企圖利用「阿可基德斯，博士光波」把鋼彈勇士吸收作侵略地球的力量。背上擁有巨大的鑽頭作攻擊，並稱為「阿可基德斯，黑暗惡魔的死亡增稅地獄大進擊」，最後被「超超超超超鋼彈勇士」打敗。                     |

## 制作人员
- 原作：臼井義人
- 导演：高橋涉
- 製作公司：朝日電視台、ADK、雙葉社
- 配給：東宝

## 主题曲
| 類別   | 曲名                                  | 作詞                 | 作曲                       | 編曲     | 歌手                     |
| ------ | ------------------------------------- | -------------------- | -------------------------- | -------- | ------------------------ |
| 片頭曲 | 『』（unBORDE）                       | 中田康貴             | 中田康貴                   | 中田康貴 | Kyary Pamyu Pamyu        |
| 插歌   | 「北埼玉ブルース」                    | 臼井儀人、前田耕一郎 | 荒川敏行                   |          | のはらひろし（藤原啓治） |
| 插歌   | 「契り」（1982年）                    | 阿久悠               | 五木ひろし                 |          | コロッケ                 |
|        | 朝まで生ノハラ!插曲「Positive Force」 |                      | Geoff Bastow、Jim Harbourg |          |                          |
| 片尾曲 | 『Family Party』（日语：ファミリーパーティー）（unBORDE） | 中田康貴             | 中田康貴                   | 中田康貴 | Kyary Pamyu Pamyu        |

## 電視播出
| 台灣 東森幼幼台 星期四 20:00－21:45 節目 | 台灣 東森幼幼台 星期四 20:00－21:45 節目       | 台灣 東森幼幼台 星期四 20:00－21:45 節目 |
| ---------------------------------------- | ---------------------------------------------- | ---------------------------------------- |
|                                          | 蠟筆小新電影-機器人爸爸的反擊 （2015年1月1日） |                                          |
| —                                        | —                                              |                                          |

## DVD
- 2014年11月7日由萬代影視公開發行。